# Mistletoe
Mistletoe – pierwszy singel kanadyjskiego piosenkarza Justina Biebera, pochodzący z jego drugiego albumu studyjnego Under the Mistletoe. Jego producentami są Nasri i Adam Messinger. Piosenkę wydano 17 października 2011, zaś teledysk ukazał się następnego dnia.